# Edmond Stoullig
Edmond Stoullig, né le 5 décembre 1845 à Paris et mort le 18 juillet 1918 à Nice, est un critique musical et dramatique français.

## Biographie
Employé supérieur à l’administration des postes, ses fonctions ne l’ont pas empêché d’exprimer son gout pour la musique et le théâtre en prenant part, pour ce qui concerne les questions artistiques, à la rédaction de divers journaux, entre autres l’Électeur libre, le Courrier d’État, l’Événement, la Tribune, l’Homme libre.
Il a été chargé de la chronique quotidienne du théâtre et de la musique au National et au Petit National. En 1875, il a commencé, en collaboration avec Édouard Noël, la publication des Les Annales du théâtre et de la musique, paraissant chaque année, sous la forme d’un gros volume in-12 (Paris, Charpentier), et qui offraient un résumé très exact, très complet et très intelligent du mouvement musical et théâtral de la France, et même de l’étranger. Depuis longtemps il n’y avait eu, en France, une publication spéciale aussi soignée et aussi bien comprise. Stoullig était chargé de tous les chapitres concernant les théâtres lyriques, les concerts et la bibliographie. Les Annales du théâtre et de la musique totalisent 41 volumes, de 1875 à 1916. À partir de 1897, il en a assuré la seule rédaction.

## Publications
- L’Académie nationale de musique, Charpentier ; Ollendorf 1885-1898.
- Comédie Française I. Suzanne Reichemberg, Librairie de l’Art.
- Théâtre Molière. 1904-1908.
- Les Annales du théâtre et de la musique, avec Édouard Noël, Charpentier et Cie, 1876-1918.

- Prix Monbinne de l’Académie française en 1883
- L’Opéra-comique, 1884-1900, G. Charpentier et E. Fasquelle, 1878-1908.
- Le Gymnase dramatique. [1884-1915], 1884-1915.
- Menus-Plaisirs, 1886-1909
- Revue d’art dramatique, A. Dupret, 1886-1914.
- Théâtre national de l’Odéon (Second Théâtre-Français), 189.-1918.
- Théâtre Sarah Bernhardt, 1906.
- Théâtre Réjane, 1908-1915.
- Trianon lyrique, 1909.
- Théâtre impérial. 1912-1914, 1918.